# Abertellidae
De Abertellidae zijn een familie van uitgestorven zee-egels (Echinoidea) uit de orde Clypeasteroida.

## Geslachten
- Abertella Durham, 1953 †